# Noakhali
Noakhali, auch Majidee, (Bengalisch নোয়াখালী) ist eine Stadt in Bangladesch, die Teil der Division Chittagong ist. Sie ist der Hauptort des Distrikt Noakhali. Die Stadt ist Teil des Upazila Noakhali Sadar. Die Einwohnerzahl Noakhalis lag 2011 bei über 107.000.

## Geschichte
Der alte Name der Stadt Noakhali war Sudharam. Sudharam wurde nach Sudliaram Mazumdar benannt, einem wohlhabenden Kaufmann und Wohltäter. Im Jahr 1876 wurde sie als eine Gemeinde gegründet und die Bevölkerung im Jahr 1901 lag bei 6.520. Es war nichts anderes als ein ländlicher Basar mit einigen Regierungsbüros und Wohngebäuden. Es wurde durch den Zyklon von 1893 vollständig zerstört, und die seitdem errichteten Regierungsbüros sind bedeutende Gebäude. Die Stadt ist mit der Eisenbahn mit Laksam verbunden, und Dampfer fahren von dort zu den Inseln und nach Barishal.
Als das Bezirkshauptquartier 1948 durch die Erosion des Flusses Meghna überflutet wurde, wurde es 8 km nach Norden an seinen heutigen Standort in Maijdee verlegt.

## Einwohnerentwicklung
| Jahr | Einwohnerzahl |
| ---- | ------------- |
| 1991 | 65.589        |
| 2001 | 75.956        |
| 2011 | 107.654       |